# Medora (Dacota do Norte)
Medora é uma cidade localizada no estado norte-americano de Dacota do Norte, no Condado de Billings. A cidade foi fundada em 1883. É a sede de condado de Cass.

## Demografia
Segundo o censo norte-americano de 2000, a sua população era de 100 habitantes.
Em 2006, foi estimada uma população de 95, um decréscimo de 5 (-5.0%).

## Geografia
De acordo com o United States Census Bureau tem uma área de 1,0 km², dos quais 1,0 km² cobertos por terra e 0,0 km² cobertos por água. Medora localiza-se a aproximadamente 691 m acima do nível do mar.

## Localidades na vizinhança
O diagrama seguinte representa as localidades num raio de 40 km ao redor de Medora.